# 梅居巴
梅居巴（？—？）藏族，藏族，青海卓仓人，卓仓居巴仓活佛。

## 生平
梅居巴是青海卓仓人。后来成为当地瞿昙寺的卓仓居巴仓活佛。1958年前夕，瞿昙寺仅余18户34人，其中活佛2人，即智合仓活佛仓成善、卓仓居巴仓活佛梅居巴。当时，瞿昙寺原有的三个活佛系统仅余这两个，而卓仓曼巴仓活佛系统已消亡。